# Conus loroisi
Conus loroisi é uma espécie de gastrópode do gênero Conus, pertencente a família Conidae.